# Dévanos
Dévanos es una municipio y localidad española de la provincia de Soria, en la comunidad autónoma de Castilla y León. El término municipal tiene una población de 72 habitantes (INE 2024).

## Toponimia
El antiguo nombre del pueblo es Tabanium, en honor a una divinidad relacionada con las aguas. El nombre Dévanos podría haber sido una adaptación de este nombre al español, aunque podría también provenir del latín, "dei-panis" ('el pan de Dios').

## Geografía

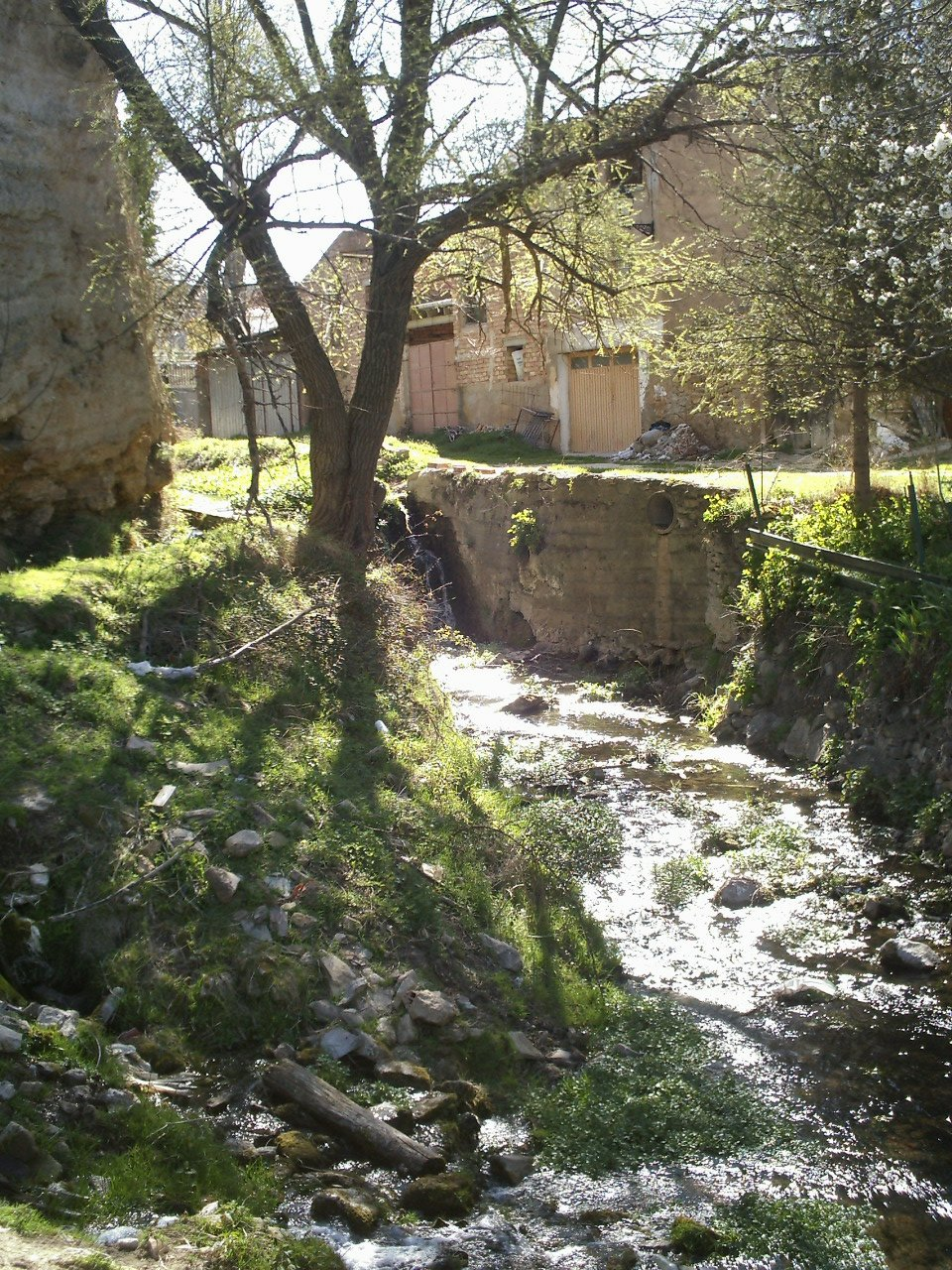
El río Añamaza a su paso por Dévanos

Está en las laderas de la sierra de Alcarama. Pertenece al partido judicial de Soria. Pueblo de la comarca del Moncayo en el límite con la comunidad autónoma de La Rioja. Desde el punto de vista jerárquico de la Iglesia católica forma parte de la diócesis de Osma la cual, a su vez, pertenece a la archidiócesis de Burgos. El río Añamaza atraviesa su población.
En el municipio, e incluido en la Red Natura 2000, se encuentra el lugar de interés comunitario conocido como Cigudosa-San Felices, ocupando 1065 hectáreas, el 65 % de su término.
Entre la fauna se encuentran animales como el jabalí, el conejo, la perdiz roja y el buitre leonado. En lo relativo a la flora se dan con profusión las plantas de clima mediterráneo, como el tomillo, el romero y la salvia.

## Historia
A la caída del Antiguo Régimen la localidad se constituyó en municipio constitucional, conocido entonces como Dévanos, en la región antes llamada Castilla la Vieja, partido de Ágreda y contando con 50 hogares y 204 vecinos en el censo de 1842. A mediados del siglo XIX, el lugar tenía contabilizadas 54 casas. Aparece descrito en el séptimo volumen del Diccionario geográfico-estadístico-histórico de España y sus posesiones de Ultramar de Pascual Madoz de la siguiente manera:

DEBANOS: l. con ayunt. en la prov. de Soria (9 leg.), part. jud. de Agreda (1), aud. terr. y c. g. de Burgos (35), dióc. de Tarazona (5): sit. al pie de unos elevados cerros que le resguardan del N., goza de buen clima y no se conocen enfermedades especiales; tiene 54 casas; la de ayunt.; escuela de instruccion primaria á cargo de un maestro dotado con 576 rs. y 44 fan. de trigo; una igl. parr. servida por un cura de provision real y ordinaria; fuera de la pobl., hacia la parte del N., hay un ant. cast. que la domina: confina el térm. N. S. Felices; E. las Casas de Valverde y la Nava; S. Agreda, y O. Añavieja; el terreno es de buena calidad, fertilizado en su mayor parte por las aguas de la laguna de Añavieja, conducidas por una acequia llamada de San Salvador; comprende una buena deh. boyal y bastantes trozos de monte poblado de encinas, robles, enebros y algunos otros arbustos y matas bajas. caminos: los locales y la carretera de Madrid á Pamplona: correo se recibe y despacha en la estafeta de Agreda. prod.: trigo, cebada, guisantes, lentejas, judias, garbanzos, lino y cáñamo, yerbas do pasto y leñas de combustible y carboneo; se cria ganado lanar, cabrio, algo de cerda y las caballerias necesarias para la agricultura: hay caza de diferentes especies. ind.: la agrícola, algunos telares de lienzos de cáñamo y lino, 2 molinos harineros, un batan y un tejar. comercio: esportacion de frutos sobrantes y productos de la ind. é importacion de los art. que faltan. pobl.: 50 vec., 204 alm. cap. imp.: 42,301 rs.
(Madoz, 1847, p. 365)

## Demografía
Cuenta con una población de 72 habitantes (INE 2024).
| Gráfica de evolución demográfica de Dévanos entre 1842 y 2021 |
| |
| Población de derecho según los censos de población del INE Población de hecho según los censos de población del INEEn estos censos se denominaba Débanos: 1842, 1857, 1860, 1877, 1887, 1897, 1900, 1910, 1920, 1930, 1940, 1950, 1960, 1970, 1981 y 1991 |

## Patrimonio
- Iglesia de la Virgen del Patrocinio, cuya imagen preside el retablo mayor.
- Ermita de la Virgen del Castillejo, erigida a expensas de José Hernández Martínez, hijo del pueblo, que fue canónigo de Zaragoza. Se edificó sobre el antiguo cementerio del pueblo en estilo neogótico y fue inaugurada el 8 de septiembre de 1922.
- Palacio de los Condes de Villarrea.